# Toleranceudvikling (medicin)
Anvendelsen af visse psykoaktive stoffer, fx alkohol, benzodiazepiner og heroin medfører tilvænning, såkaldt toleranceudvikling, som viser sig ved, at det er nødvendigt at øge dosis for at opnå den ønskede virkning. Toleranceudviklingen kan være ganske betydelig, så det kan være nødvendigt at anvende doser, som for ikke tilvænnede mennesker, ellers ville være dødelige.
| Lægevidenskab | Spire Denne artikel om lægevidenskab er en spire som bør udbygges. Du er velkommen til at hjælpe Wikipedia ved at udvide den. |